# ATC代码 (J06)
ATC代码J06（免疫血清和免疫球蛋白）是解剖学治疗学及化学分类系统的一个药物分组，这是由世界卫生组织药物统计方法整合中心所制定的药品及其它医用产品的官方分类系统。分组J06是J抗感染药的一部分。
国家ATC分类可能包括列表中没有的其它分类，列表为世界卫生组织（WHO）版本。

## J06A免疫血清类（Immune sera）

### J06AA 免疫血清类（Immune sera）
J06AA01 白喉抗毒素（Diphtheria antitoxin）
J06AA02 破伤风抗毒素（Tetanus antitoxin）
J06AA03 蛇毒抗血清（Snake venom antiserum）
J06AA04 肉毒抗毒素（Botulinum antitoxin）
J06AA05 气性坏疽血清（Gas-gangrene sera）
J06AA06 狂犬病血清（Rabies serum）

## J06B 免疫球蛋白类（Immunoglobulins）

### J06BA 标准的人免疫球蛋白（Immunoglobulins, normal human）
J06BA01 标准的人免疫球蛋白，血管外给药（Immunoglobulins, normal human, for extravascular administration）
J06BA02 标准的人免疫球蛋白，血管外给药（Immunoglobulins, normal human, for intravascular administration）

### J06BB 特种免疫球蛋白（Specific immunoglobulins）
J06BB01 抗-D (rh)免疫球蛋白（Anti-D (rh) immunoglobulin）
J06BB02 破伤风免疫球蛋白（Tetanus immunoglobulin）
J06BB03 水痘/带状疱疹免疫球蛋白（Varicella/zoster immunoglobulin）
J06BB04 乙型肝炎免疫球蛋白（Hepatitis B immunoglobulin）
J06BB05 狂犬病免疫球蛋白（Rabies immunoglobulin）
J06BB06 风疹免疫球蛋白（Rubella immunoglobulin）
J06BB07 牛痘免疫球蛋白（Vaccinia immunoglobulin）
J06BB08 葡萄球菌免疫球蛋白（Staphylococcus immunoglobulin）
J06BB09 巨细胞病毒免疫球蛋白（Cytomegalovirus immunoglobulin）
J06BB10 白喉免疫球蛋白（Diphtheria immunoglobulin）
J06BB11 甲型肝炎免疫球蛋白（Hepatitis A immunoglobulin）
J06BB12 蜱传播脑炎免疫球蛋白（Encephalitis, tick borne immunoglobulin）
J06BB13 百日咳免疫球蛋白（Pertussis immunoglobulin）
J06BB14 麻疹免疫球蛋白（Morbilli immunoglobulin）
J06BB15 流行性腮腺炎免疫球蛋白（Parotitis immunoglobulin）
J06BB16 帕利珠单抗（Palivizumab）
J06BB17 莫维珠单抗（Motavizumab）
J06BB30 复方（Combinations）

### J06BC 其它免疫球蛋白类（Other immunoglobulins）
J06BC01 奈巴库单抗（Nebacumab）